# Кузнецов, Роман Владимирович
Рома́н Влади́мирович Кузнецо́в (род. 14 августа 1989, Иркутск) — российский тхэквондист, мастер спорта России международного класса. Участник чемпионатов мира и стран.

## Биография
Роман родился 14 августа 1989 года в Иркутске. Есть родной брат — Олег Кузнецов. Имеет спортивное звание мастер спорта России международного класса. 

## Чемпионаты

### Статистика и результаты
- Летняя Универсиаде, (Сербия, Белград, 2009)

- Чемпионат Европы, (Монтро, 2016)

- Чемпионат мира в абсолютной категории (Муджу, 2017)

## Звания и награды
- Мастер спорта России международного класса